# Duckie Thot
Nyadak „Duckie“ Thot (* 23. Oktober 1995 in Melbourne, Australien) ist ein südsudanesisch-australisches Model. Sie ist vor allem als Gesicht von Fenty Beauty bekannt und spielte die Hauptrolle im von Alice im Wunderland inspirierten Pirelli-Kalender 2018.

## Biografie
Thot wuchs mit ihrer Familie in Melbourne, Australien, auf. Ihre Mutter war mit ihr schwanger, als sie wegen des Krieges den Südsudan als Flüchtlinge verließen. Sie ist eines von sieben Geschwistern und das erste, das in Australien geboren wurde. In Melbourne konnten ihre Klassenkameraden und Lehrer in der Schule ihren Geburtsnamen Nyadak nicht aussprechen. Dies führte dazu, dass Thot den Spitznamen „Duckie“ erhielt, den sie als Model bevorzugt. Sie besuchte die Maranatha Christian School und machte 2013 ihren Abschluss.
Thot wurde vom Model und YouTube-Influencerin Nikki Perkins in die Modelbranche eingeführt, die sie zu Fotoshootings begleitete. 2013 nahm sie an der achten Staffel von Australia’s Next Top Model teil, wo sie Rang drei belegte.
Thot begann ihre Modelkarriere in Australien, als sie 2016 für David Jones über den Laufsteg lief, und fand es insgesamt schwierig, Buchungen vorzunehmen, da ihrer Meinung nach Australien wenige Gelegenheiten für farbige Models bot. Sie traf die Entscheidung, nach Brooklyn, New York City, zu ziehen, in der Hoffnung, dass sie ein erfolgreicheres Model in Amerika werden könnte. In New York erhielt sie mehrere Angebote, bei Agenturen zu unterschreiben, und entschied sich schließlich für die Agentur New York Model Management.
Kanye West trug dazu bei, Thots Karriere zu fördern. Thot nahm in der Yeezy Spring/Summer 2017 Show teil, die ihre erste internationale Catwalk-Show war.
Seit 2018 ist Thot eine globale Botschafterin für L’Oréal Paris. Thot nahm an Kampagnen für Fenty x Puma, Fenty Beauty, Moschino, Balmain und Oscar de la Renta teil. Sie debütierte 2018 bei der Victoria’s Secret Fashion Show. Zudem erschien sie auf dem Cover von Chics Album „It’s About Time“, das im September 2018 veröffentlicht wurde.
Für den Pirelli-Kalender 2018 wurde sie als Alice im Wunderland gecastet und in der Titelrolle abgelichtet. Vor ihrer Arbeit mit Pirelli hatte Thot angegeben, dass sie bei Shootings oft ihr eigenes Make-up zur Verfügung stellte, da ihre Hautfarbe oft nicht berücksichtigt wurde. Seitdem hat sie sich in der Modebranche für Vielfalt und Black Lives Matter ausgesprochen, nachdem sie erklärt hatte, dass sie oft die einzige farbige Person am Set sei.
Im Gespräch mit The Glass Magazine im Jahr 2020 sagte Thot: „Ich denke, dass die Modebranche weit gekommen ist, aber um sie wirklich voranzutreiben, muss sie weiter gehen, als nur farbige Models einzustellen. Die Branche muss empfänglicher sein, wenn es darum geht Einstellung verschiedener Talente für die Arbeit in den Bereichen Kreativität und Entscheidungsfindung.“ Thot erklärte, dass sie in ihrer Jugend keine Menschen in der Schönheitsindustrie gesehen habe, die wie sie aussähen. Sie hofft, dass ihre Arbeit anderen ermöglicht, sich selbst zu reflektieren und zu wissen, dass ihnen nichts verboten ist.